# Sân bay Chamonate
Sân bay Chamonate (IATA: CPO, ICAO: SCAT) là một sân bay ở Copiapó, Chile. Sân bay này có 1 đường băng dài 1660 m bề mặt nhựa đường.
Sân bay này được mở vào tháng 1 năm 2005 và đã thay thế sân bay cũ Chamonate.
Sân bay này có một đường băng dài 2200 m, cho phép phục vụ bay Airbus A319 và máy bay Airbus A320 và một nhà ga 3100 m² và bãi đậu xe cho 170 xe.

## Các hãng hàng không và các tuyến điểm
Hiện có các hãng hàng không sau đang hoạt động tại sân bay này:
- LAN Airlines (La Serena, Santiago)
- Sky Airline (Antofagasta, El Salvador, Iquique, Santiago)